# 遺産相続 (映画)
『遺産相続』（いさんそうぞく）は、1990年の日本映画。カラー、アメリカンビスタ（1.85:1）、110分。映倫番号：113269。主演：佐久間良子、監督：降旗康男。製作・配給：東映（撮影：東映京都撮影所）。
莫大な相続税を負担することになった中小企業社長の遺族らが直面する壮絶な遺産相続争い（厳密には、遺産に含まれる自社株式の取り合いによる会社の経営参加権争い）を描いたブラックコメディ。1989年の『社葬』のヒット（配収6億円）を受け、同じ松田寛夫脚本で製作された。
東映育ちの佐久間良子が1968年の『大奥絵巻』以来（公開順）23年ぶりに東映映画に出演。脚本も佐久間をイメージして書かれた。佐久間は「今まで演じてきた役からは想像もつきません」と話し、男のたまんんを握り潰し、途切れることなくプカプカタバコを吸い続け、気性が激しくしたたかな女性を力演した。映画出演も1983年の『細雪』以来10年ぶりだった。

## ストーリー
京都の母子家庭で育ち、市内の私立大法学部を中退した勅使瓦 英俊は、母・綾乃の元職場である東京下町のマネキン人形製造販売業・セントラル工芸にコネ入社する。セントラル工芸はワンマン社長・藤島 元春が自ら現場に立ち、元春の内縁の妻で専務の庄司 喜久恵とその連れ子きょうだいが経営を支え、元春と籍を入れたまま別居している本妻・静子やその実子が経営から締め出されているという風変わりな同族企業だった。喜久恵は入社早々英俊を総務課長に任命したため、英俊はその意図をいぶかしがる。
ある日、英俊を連れて渓流釣りに出かけた元春が、岩場から転落して急死する。会社の監査役である弁護士の安西が通夜の場に現れ、元春が遺言状を準備していなかったため、配偶者としての籍のない喜久恵に共同相続人としての相続権が一切ないことを知らせ、元春の養子（準正嫡出子）となっていた連れ子たちに静子側と遺産分割協議を行わせて円満に解決するよう勧告する。静子はこの機に乗じ、安西と組んでセントラル工芸を清算させ、現金化された資産を奪うことをたくらんでいた。
元春の死を報道で知った税務署が、相続税の税額評価のため、会社に税務調査に入る。喜久恵は普段着用しない作業服姿になり、経営が苦しいかのように装うが、なじみの寿司店が昼食に高級寿司を届けに来たために計画が狂う。喜久恵はとっさに税務署員たちに寿司を振る舞うが、買収に応じない彼らは寿司の代金を支払って立ち去る。当初2～3億円と見られていた元春の遺産は、所有していた非上場の自社株式の評価額を含めて50億円と判定される。
喜久恵の連れ子、和仁と里実は、母に気兼ねして遺産分割協議に応じない姿勢を見せたが、安西は2人が個人的事情で大金を必要としていることを知り、専門知識で煙に巻いて懐柔し、民法の原則通りの相続に応じることを飲ませる。安西の事務所で遺産分割協議が開かれ、本妻の静子に総遺産の2分の1が渡り、残りが静子と元春の間に生まれた娘で唯一の嫡出子である鳥井 知子および、準正嫡出子の和仁と里実に分割されることが決まる。遺産のほとんどは株券であるにもかかわらず、相続人には評価額に基づいた現金による相続税納付義務が課せられるため、当座の納付能力を持たない和仁や里実は困惑する。会社清算によって納付金を確保しようとする静子らは涼しい顔を保つ。
一方、実際に会社経営に携わっていた側である喜久恵も、元春名義の自社株の一部所有権を強硬に主張する。しかし、元春から株券を無償譲渡されたとみなされて贈与税が発生することになるため、相続に関係のない喜久恵も税納付の問題に直面する。また、知子の夫の政治家・忠雄が政治資金の必要から、知子が相続する予定の株券の現金化を要求し、さらに安西が会社を清算するための臨時株主総会の招集を監査役権限で決めたため、喜久恵は苦しい立場に追い込まれる。
遺産分割協議に参加した連れ子たちに裏切られたと感じていた喜久恵は、自邸に同居する和仁とその妻・美香の居住スペースの境に家具を積み、バリケードを築いたり、忠雄が街頭演説中のマイクを奪い、「この男は私の財産を横取りしようとしています」と叫んだりする奇行におよぶ。収まらない喜久恵は英俊に、里実と結婚して相続予定の遺産を奪い取るよう命じる。英俊は喜久恵の意図が分からず、首をひねる。
元春の告別式。英俊の母・綾乃が現れ、元春の棺に取りすがって号泣する。綾乃を呼んだのは喜久恵だった。実は綾乃は元春の元愛人であり、英俊は元春の非嫡出子だった。喜久恵が真相を明かさないまま英俊を幹部に取り立てたり、血がつながらない英俊と里実を結びつけようとしたりしたのは、喜久恵のために黙って元春の元を去った綾乃の気風を買っていたためだった。
英俊が共同相続人である事実は税務署や安西もそれまで把握しておらず、彼が加わったことで、遺産分割協議は最初からやり直しとなる。和仁は突如、相続予定の株券に対する株主権を喜久恵に委任したことを表明する。里実も喜久恵への委任の意志を表明する。株主総会で会社解散決議ができなくなることを恐れた安西は、事情を飲み込めていない英俊に白紙委任状を書かせて預かる。怪しんだ英俊はとっさに機転を利かせ、わざと「勅使河原」と誤字を書いて委任状の書式を無効にする。
喜久恵がセントラル工芸の事実上の大株主になることを知った静子は会社清算のもくろみが潰れたことを確信し、自宅で泣きわめく。和仁の妻・美香は夫の行動を知り、会社資産をものにできないことをさとって激昂し、チェーンソーでバリケードや会社の備品を破壊して、邸宅を去る。憔悴しきった喜久恵を見かねた里実は断ると言い出せず、いやいや英俊との結婚に応じる。
英俊と里実の結婚披露宴の日。里実は式場を抜け出し、かねて交際している恋人の元へ向かう。披露宴は中止となり、計画が破綻した喜久恵らは披露宴会場に居残ってやけ酒を飲む。手違いで喜久恵・元春ら「家族」のスナップ写真を編集した映像が流れる。喜久恵は、和仁と里実の成長の思い出を噛み締め、静子が得られなかった愛情を勝ち取っていたことに気づく。そこへ安西が現れ、喜久恵が所有を主張する株券の権利をめぐって静子が折れ、静子との取り分が実質五分になったことを伝える。戦いに疲れた喜久恵は、会社資産をすべて現金化して静子側と分け合い、税金の納付に充てることを決意する。

## キャスト
主要登場人物のみ。クレジット順。
- 庄司喜久恵（専務 元春の内縁の妻）：佐久間良子
- 藤島里実（経理課長 元春・喜久恵の娘）：宮崎萬純
- 勅使瓦英俊（総務課長 元春の隠し子）：野々村真
- 藤島和仁（副社長 元春・喜久恵の息子）：尾美としのり
- 藤島美香（和仁の妻）：清水美砂
- 鳥井忠雄（知子の夫 市議会議員候補）：佐藤B作
- 勅使瓦綾乃（英俊の母 元春の元愛人）：宮下順子
- 台東税務署主任：斉藤晴彦
- 米田達也（英俊の友人）：今田耕司
- 山内弘一（英俊の友人）：東野幸治
- 土屋準子（英俊の恋人→弘一の婚約者）：西端弥生
- ヘッドデザイナー：掛田誠
- 解体課長：長江英和
- チーフデザイナー：金子真美
- 清掃主任：大方斐紗子
- 造型室長：江藤漢
- 安西浩一（弁護士）：風間杜夫
- 高橋（百貨店重役）：北村総一朗
- 寿司松の出前持ち：光石研
- 鳥井知子[注釈 1]（元春・静子の娘）：美加理
- 丸久（ライバル企業社長）：曽根晴美
- 不動産屋：河原さぶ
- 結婚式場で流れる映像のナレーター：柳沢慎吾（声の出演）
- 女占い師：泉ピン子（友情出演）
- 鳥井忠義（忠雄の父 国会議員）：神山繁
- 藤島元春（社長）：竜雷太
- 藤島静子（元春の妻→忠義の内縁の妻）：小川真由美

## スタッフ
- 監督：降旗康男
- 企画：高岩淡、佐藤雅夫
- プロデューサー：奈村協、天野和人
- 脚本：松田寛夫
- 撮影：木村大作
- 照明：増田悦章
- 美術：内藤昭
- 編集：荒木健夫
- 録音：堀池美夫
- 記録：田中美佐江
- 助監督：長岡鉦司、森本浩史、石川一郎、橋本一
- 音楽プロデューサー：おくがいち明
- 音楽：篠崎正嗣
- 進行主任：長岡功

## 製作

### 企画
企画は岡田茂東映社長。自身が前年企画した『社葬』がヒットしたため、「次は遺産相続だ」と『社葬』の路線を家庭内に移したものとして企画。岡田自ら陣頭指揮を執り、映画が製作された。当時、東映の映画をよく撮影していた木村大作は、岡田に「『遺産相続』より『破産宣告』の方がいいんじゃないでしょうか」と言ったら「それはいいかもしれないな」と本気で研究していたという。降旗康男監督は「お金万能の世の中にお金に向かって突進していく話。しかし、最後にはお金で買えない何かを残す内容にしたい」と抱負を述べた。

### キャスティング
大作映画では最も大きな役と思われる野々村真は降旗による抜擢。野々村の旧友を東野幸治、今田耕司、西端弥生が演じる。東野の映画出演は2022年まで本作のみ。西端はこの後、古田新太と結婚している。 	 

### 撮影
1990年7月13日、クランクイン。
強い印象を残す三階建ての工場の断面セットは、東映京都最大310坪の第11ステージに一対一・八五ビスタサイズぴったりに組んだ。製作費約3,000万円。1ミリでもカメラが振れたらバレてしまう幅。計算通り撮れれば安上がりだからと木村大作が、製作予算を締め付けようとする東映と撮影前の打ち合わせで交渉した。木村は「ギャラ交渉も含めて様々な駆け引きの訓練がないと、今はキャメラマンも務まらない時代じゃないかな」などと述べている。
後半のマネキン会社内での佐久間良子と息子の嫁・清水美砂のキャットファイトは見どころの一つ。ペンキにまみれて組みつほぐれの大乱闘を演じる。清水が『悪魔のいけにえ』のレザーフェイスの如く、本物のチェーンソーを振り回し、マネキンを切り刻みの危険な撮影。同年9月中旬クランクアップ。

## 評価
『キネマ旬報』の平田純は、映画公開の前に本作の興行予想として「『社葬』が企業を題材にした映画であったため、配収には限界があり、伊丹十三の一連の作品のパターンをなぞったにしても、やはり社会現象化の一歩手前で、そこそこのヒットにとどまる運命にあったが『遺産相続』は『社葬』以上に観客の興味を集める可能性がある。“遺産相続”に対する覗き見的趣味は、明らかに『マルサの女』の“税金”に通じるものがあり、“ポスト伊丹映画”の一番手に位置する作品になるかもしれない」と期待を述べていたが、ヒットしなかった。